# كارلسباد (كاليفورنيا)
كارلسباد هي مدينة ومنتجع ساحلي في شمالي مقاطعة سان دييغو.

## التركيبة السكانية
حدّد مكتب تعداد الولايات المتحدة بيانات التركيبة السكانية لكارلسباد في تعداد الولايات المتحدة. في ما يلي، التركيبة السكانية حسب تعدادي 2000 و2010.

### تعداد عام 2000
بلغ عدد سكان كارلسباد 78,247 نسمة بحسب تعداد عام 2000، وبلغ عدد الأسر 31,521 أسرة وعدد العائلات 20,894 عائلة مقيمة في المدينة. في حين سجلت الكثافة السكانية 773.1 نسمة لكل كيلومتر مربع (2,002.3/ميل2). وبلغ عدد الوحدات السكنية 33,798 وحدة بمتوسط كثافة قدره 333.9 لكل كيلومتر مربع (864.8/ميل2).
وتوزع التركيب العرقي للمدينة بنسبة 86.55% من البيض و0.96% من الأمريكيين الأفارقة و0.42% من الأمريكيين الأصليين و4.24% من الأمريكيين ذوي الأصول الآسيوية و0.20% من سكان جزر المحيط الهادئ و4.65% من الأعراق الأخرى و2.99% من عرقين مختلطين أو أكثر و11.72% من الهسبانيون أو اللاتينيون من أي عرق.
بلغ عدد الأسر 31,521 أسرة كانت نسبة 32.3% منها لديها أطفال تحت سن الثامنة عشر تعيش معهم، وبلغت نسبة الأزواج القاطنين مع بعضهم البعض 54.3% من أصل المجموع الكلي للأسر، ونسبة 8.6% من الأسر كان لديها معيلات من الإناث دون وجود شريك، بينما كانت نسبة 3.4% من الأسر لديها معيلون من الذكور دون وجود شريكة وكانت نسبة 33.7% من غير العائلات. تألفت نسبة 24.8% من أصل جميع الأسر من عدة أفراد يعيشون في نفس المنزل ونسبة 8.2% كانت تتألف من شخص يعيش بمفرده يبلغ من العمر 65 عاماً أو أكثر. وبلغ متوسط حجم الأسرة المعيشية 2.46، أما متوسط حجم العائلات فبلغ 2.96.
بلغ العمر الوسطي للسكان 38.9 عاماً. وكانت نسبة 23.3% من القاطنين تحت سن الثامنة عشر، وكانت نسبة 6.1% بين الثامنة عشر والرابعة والعشرين عاماً، ونسبة 31.8% كانت واقعةً في الفئة العمرية ما بين الخامسة والعشرين والرابعة والأربعين عاماً، ونسبة 24.6% كانت ما بين الخامسة والأربعين والرابعة والستين، ونسبة 13.2% كانت ضمن فئة الخامسة والستين عاماً فما فوق. يوجد لكل 100 أنثى 96.4 ذكر، ويوجد لكل 100 أنثى في الثامنة عشر من عمرها فما فوق 93.5 ذكر.
بلغ متوسط دخل الأسرة في المدينة 65,145 دولارًا، أما متوسط دخل العائلة فبلغ 77,151 دولارًا. وكان متوسط دخل الذكور 54,826 دولارًا مقابل 39,415 دولارًا للإناث. وسجل دخل الفرد الخاص بالمدينة 34,863 دولارًا. وكانت نسبة 3.4% من العائلات ونسبة 5.9% من السكان تحت خط الفقر، وكان من هؤلاء نسبة 7.8% تحت سن الثامنة عشر ونسبة 3.6% في الخامسة والستين من العمر وما فوق.

### تعداد عام 2010
بلغ عدد سكان كارلسباد 105,328 نسمة بحسب تعداد عام 2010، وبلغ عدد الأسر 41,345 أسرة وعدد العائلات 27,968 عائلة مقيمة في المدينة. في حين سجلت الكثافة السكانية 1,040.7 نسمة لكل كيلومتر مربع (2,695.4/ميل2). وبلغ عدد الوحدات السكنية 44,673 وحدة بمتوسط كثافة قدره 441.4 لكل كيلومتر مربع (1,143.2/ميل2).
وتوزع التركيب العرقي للمدينة بنسبة 82.79% من البيض و1.31% من الأمريكيين الأفارقة و0.49% من الأمريكيين الأصليين و7.08% من الأمريكيين ذوي الأصول الآسيوية و0.19% من سكان جزر المحيط الهادئ و3.98% من الأعراق الأخرى و4.16% من عرقين مختلطين أو أكثر و13.28% من الهسبانيون أو اللاتينيون من أي عرق.
بلغ عدد الأسر 41,345 أسرة كانت نسبة 34.1% منها لديها أطفال تحت سن الثامنة عشر تعيش معهم، وبلغت نسبة الأزواج القاطنين مع بعضهم البعض 54.8% من أصل المجموع الكلي للأسر، ونسبة 9.2% من الأسر كان لديها معيلات من الإناث دون وجود شريك، بينما كانت نسبة 3.7% من الأسر لديها معيلون من الذكور دون وجود شريكة وكانت نسبة 32.4% من غير العائلات. تألفت نسبة 23.9% من أصل جميع الأسر من عدة أفراد يعيشون في نفس المنزل ونسبة 9.2% كانت تتألف من شخص يعيش بمفرده يبلغ من العمر 65 عاماً أو أكثر. وبلغ متوسط حجم الأسرة المعيشية 2.53، أما متوسط حجم العائلات فبلغ 3.03.
بلغ العمر الوسطي للسكان 40.4 عاماً. وكانت نسبة 24.1% من القاطنين تحت سن الثامنة عشر، وكانت نسبة 6.4% بين الثامنة عشر والرابعة والعشرين عاماً، ونسبة 26.7% كانت واقعةً في الفئة العمرية ما بين الخامسة والعشرين والرابعة والأربعين عاماً، ونسبة 28.8% كانت ما بين الخامسة والأربعين والرابعة والستين، ونسبة 14% كانت ضمن فئة الخامسة والستين عاماً فما فوق. وتوزع التركيب الجنسي للسكان بنسبة 48.9% ذكور و51.1% إناث.

## المناخ
يظهر الجدول التالي التغييرات المناخية على مدار السنة لكارلسباد:
| البيانات المناخية لـكارلسباد      | البيانات المناخية لـكارلسباد | البيانات المناخية لـكارلسباد | البيانات المناخية لـكارلسباد | البيانات المناخية لـكارلسباد | البيانات المناخية لـكارلسباد | البيانات المناخية لـكارلسباد | البيانات المناخية لـكارلسباد | البيانات المناخية لـكارلسباد | البيانات المناخية لـكارلسباد | البيانات المناخية لـكارلسباد | البيانات المناخية لـكارلسباد | البيانات المناخية لـكارلسباد | البيانات المناخية لـكارلسباد |
| الشهر                             | يناير                        | فبراير                       | مارس                         | أبريل                        | مايو                         | يونيو                        | يوليو                        | أغسطس                        | سبتمبر                       | أكتوبر                       | نوفمبر                       | ديسمبر                       | المعدل السنوي                |
| --------------------------------- | ---------------------------- | ---------------------------- | ---------------------------- | ---------------------------- | ---------------------------- | ---------------------------- | ---------------------------- | ---------------------------- | ---------------------------- | ---------------------------- | ---------------------------- | ---------------------------- | ---------------------------- |
| الدرجة القصوى °ف (°م)             | 87 (31)                      | 90 (32)                      | 90 (32)                      | 93 (34)                      | 101 (38)                     | 93 (34)                      | 103 (39)                     | 94 (34)                      | 108 (42)                     | 105 (41)                     | 100 (38)                     | 90 (32)                      | 108 (42)                     |
| متوسط درجة الحرارة الكبرى °ف (°م) | 64 (18)                      | 64 (18)                      | 64 (18)                      | 65 (18)                      | 66 (19)                      | 69 (21)                      | 72 (22)                      | 74 (23)                      | 73 (23)                      | 71 (22)                      | 68 (20)                      | 65 (18)                      | 67.9 (19.9)                  |
| متوسط درجة الحرارة الصغرى °ف (°م) | 45 (7)                       | 47 (8)                       | 48 (9)                       | 51 (11)                      | 56 (13)                      | 60 (16)                      | 63 (17)                      | 64 (18)                      | 61 (16)                      | 56 (13)                      | 49 (9)                       | 45 (7)                       | 53.8 (12.1)                  |
| أدنى درجة حرارة °ف (°م)           | 20 (−7)                      | 28 (−2)                      | 34 (1)                       | 33 (1)                       | 38 (3)                       | 43 (6)                       | 44 (7)                       | 47 (8)                       | 43 (6)                       | 36 (2)                       | 29 (−2)                      | 27 (−3)                      | 20 (−7)                      |
| الهطول إنش (مم)                   | 2.42 (61)                    | 2.23 (57)                    | 2.11 (54)                    | 0.92 (23)                    | 0.23 (5.8)                   | 0.09 (2.3)                   | 0.02 (0.51)                  | 0.13 (3.3)                   | 0.29 (7.4)                   | 0.43 (11)                    | 0.92 (23)                    | 1.34 (34)                    | 11.13 (283)                  |
| المصدر:                           |                              |                              |                              |                              |                              |                              |                              |                              |                              |                              |                              |                              |                              |

## توأمة
لكارلسباد (كاليفورنيا) اتفاقيات توأمة مع:
- كارلوفي فاري [7]

## أعلام
- باول تانر
- ريان قاي
- مارك سيمو
- رايلي هوك
- توني هوك